# Az írásról
Az írásról (On Writing: A Memoir of the Craft) Stephen King amerikai író 2000-ben megjelent műve, amely részben önéletrajzi jellegű, részben az írás mesterségéről szól.

## Tartalom
A könyv több részre van osztva: az elsőben rövid, de velős epizódokból megismerhetjük King életútját. Hangsúlyozza azonban, hogy nem önéletrajzot kívánt írni, hanem csupán olyan momentumokat jegyzett fel, amelyekre még emlékszik, és amelyek hol döntően, hol kevésbé terelték őt az írói pálya felé, majd magán a pályán. A második részben arról olvashatunk, hogy mi is valójában az írás. A harmadik fejezet az író eszköztáráról, a nyelvről szól. A negyedik fejezet maga az írás folyamatáról szól: kezdve onnan, hogy az embernek sokat kell olvasnia és sokat kell írnia, ha jó író akar lenni, egészen odáig, hogy mire kell odafigyelnie, ha olvasásra, illetve elbírálásra nyújt be egy kész művet.
Végül – a könyv egyértelműen legközvetlenebb és leginkább magával ragadó részében – számtalan részletet olvashatunk King 1999. június 19-ei szörnyű balesetéről, amelyet Brian Smith és kutyája, Bullet okozott az 5-ös számú maine-i főúton, majd az azt követő rehabilitációról.
A könyv utószavában egy javított kéziratot találunk, amely jól mutatja, miképpen kell átdolgoznunk egy nyers szöveget saját magunknak, valamint egy részletes könyvlistát, amely azokat a műveket tartalmazza, amelyeket a szerző az elmúlt néhány évben olvasott, és mer ajánlani rajongóinak.

## Magyarul
- Az írásról; ford. Bihari György; Európa, Bp., 2005